# دارسي (لاعب كرة قدم)
دارسي (بالبرتغالية: Darci‏) هو لاعب كرة قدم برازيلي في مركز الهجوم، ولد في 26 سبتمبر 1968 في فولتا ريدوندا في البرازيل، وتوفي في 3 يناير 2018 في ريو دي جانيرو في البرازيل. لعب مع أنطاليا سبور وبوتافوغو ريغاتاس ونادي أولاريا أتلتيكو ونادي الاتحاد ونادي الريان الصرفند ونادي بيلينينسش ونادي صباح ونادي فلومينينسي ونادي فورتاليزا وويدزي لودز.

## وصلات خارجية
- دارسي (لاعب كرة قدم) على موقع اتحاد تركيا (لاعب) (الإنجليزية)
- دارسي (لاعب كرة قدم) على موقع قاعدة بيانات كرة القدم.إي يو (الإنجليزية)